# Ela Bhatt
Ela Bhatt, gehuwd Ramesh (Ahmedabad, 7 september 1933 – aldaar, 2 november 2022) was een Indiaas vakbondsleidster, filantroop en sociaal activist. Ze was de medeoprichtster van de Self-Employed Women's Association of India (SEWA) en stond aan het hoofd van verschillende vrouwenbewegingen en microfinancieringsprojecten.

## Levensloop
Bhatt werd geboren in Ahmedabad en groeide op in Surat. Haar vader had een advocatenkantoor en haar moeder was actief in de vrouwenbeweging.
In 1952 behaalde ze haar bachelorgraad in rechten aan het M.T.B. College in Surat. Daarna vervolgde ze haar studie aan het Sir L.A. Shah Law College in Ahmedabad, waar ze in 1954 haar mastergraad behaalde en een gouden medaille voor haar werk over hindoeïstisch recht. Gedurende korte tijd gaf ze les in Engels en ging vervolgens aan het werk voor de juridische afdeling van de textielvakbond (Textile Labour Association, TLA) in Ahmedabad.
Na bepaalde tijd voor de regering van Gujarat te hebben gewerkt werd ze in 1968 door de TLA gevraagd leiding te geven aan de vrouwenafdeling. Getroffen door het lot van veel zelfstandig werkende vrouwen in de textielindustrie, richtte ze in 1972 samen met Arvind Buch, de voorzitter van de TLA, de Self-Employed Women's Association (SEWA) op.
In 1979 was ze samen met Esther Ocloo en Michaela Walsh een van de oprichters van Women's World Banking, die zij voorzat van 1980 tot 1998. Begin 21e eeuw is ze voorzitter van de SEWA Cooperative Bank, HomeNet, de International Alliance of Street Vendors en WIEGO. 
Sinds 2007 maakte ze deel uit van The Elders, een groep prominente personen waaronder Nelson Mandela, Desmond Tutu, Mary Robinson en Aung San Suu Kyi, met van 2008 tot 2012 als algemeen directeur Mabel Wisse Smit.
Bhatt overleed op 89-jarige leeftijd.

## Erkenning

### Onderscheidingen
- 1977: Ramon Magsaysay Award
- 1982: Susan B. Anthony Award for National Integration
- 1984: Right Livelihood Award
- 1985: Padma Shri
- 1986: Padma Bhushan
- 1994: CARE Humanitarian Award
- 2000: Asia Society Award
- 2003: Public Health Hero - International Hero
- 2003: Dr. V. Krishnamurthy Award
- 2004: Lal Bahadur Shastri Award
- 2004: Lakshmipat Singhania - IIM, Lucknow National Leadership Awards
- 2005: Global Women’s Leadership Award
- 2006: Zee Astitva Avard
- 2007: William Benton Medal van de universiteit van Chicago
- 2007: Ernst & Young Entrepreneur Of The Year-Social Award
- 2008: L-RAMP Award
- 2010: Niwano-vredesprijs
- 2012: Four Freedoms Award voor vrijwaring van gebrek

### Eredoctoraten
- 1993: Haverford College
- 1994: Temple-universiteit
- 2001: Harvard-universiteit
- 2002: Yale-universiteit
- 2007: Universiteit van KwaZoeloe-Natal